# Wüstengrasmücke
Die Wüstengrasmücke (Curruca nana; Syn. Sylvia nana)  ist ein Singvogel aus der Familie der Grasmückenartigen (Sylviidae). Sie brütet in Halbwüsten im Westen Nordafrikas und in Steppen nördlich des Kaspischen Meeres.

## Beschreibung
Die Wüstengrasmücke ist 11,5 bis 12,5 Zentimeter lang und ist damit eine der kleinsten Grasmücken.
Das helle Gefieder ist auf der Oberseite sandfarben. Die Schirmfedern und großen Armdecken haben ockerfarbene Säume. Der Schwanz ist auf der Oberseite auffällig rostbraun, die mittleren Schwanzfedern haben schwarze Schaftstriche, die äußersten Schwanzfedern sind weiß. Die Kehle und die Unterseite sind weiß, ebenso der breite Augenring, der als Augenstreif bis zur Schnabelwurzel verlängert ist. Die Ohrdecken sind hellbraun abgesetzt. Die Iris ist gelb, die Beine sind hell gelbbraun. Der Schnabel ist schlank und matt gelblich, nur an der Spitze und auf dem First dunkel.
Männchen und Weibchen sehen gleich aus.
Die Wüstengrasmücke ist lebhaft und rastlos. Sie hält sich viel am Boden auf und hüpft dort  umher.

## Stimme
Der Ruf ist hell zeternd „tscher´r´r´r“ und ähnelt dem von Haussperlingen oder Blaumeisen.
Der Gesang besteht aus hellen, ruckartigen Strophen, die im Rhythmus dem der Dorngrasmücke ähneln und aus größtenteils klaren und wenigen raueren Tönen bestehen.

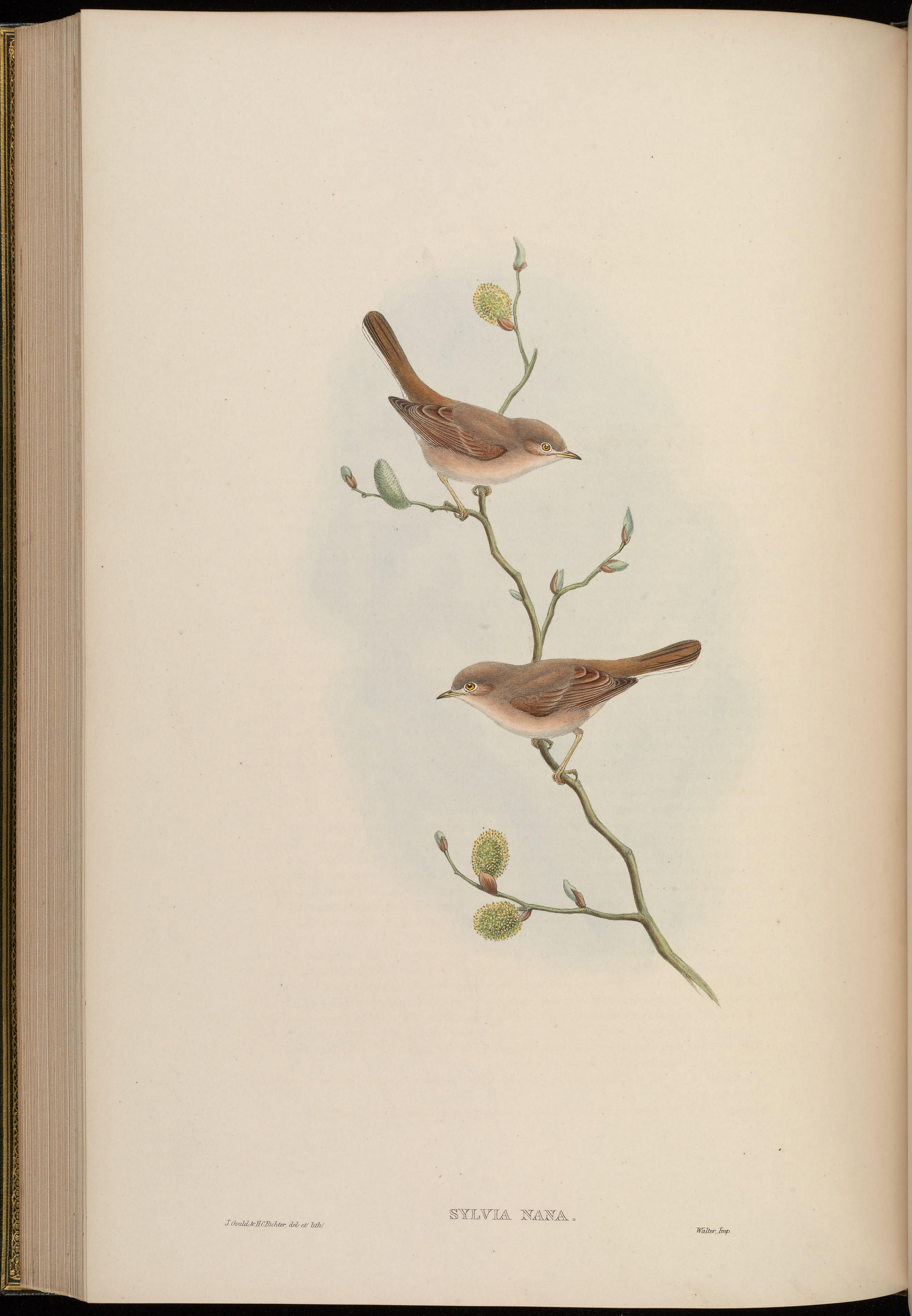
Illustration zweier Wüstengrasmücken

## Systematik
Es gibt zwei Unterarten:
- C. n. nana ist auf der Oberseite graubraun, lebt im Osten des Verbreitungsgebietes in Asien und ist ein Zugvogel.
- C. n. deserti ist auf der Oberseite hell gelb-beige, lebt im Westen des Verbreitungsgebietes in Nordafrika und ist ein Standvogel.

## Lebensraum und Verbreitung
Die Wüstengrasmücke lebt in sandigen oder steinigen Halbwüsten, trockenen Steppen mit einzelnen niedrigen Büschen oder Bereichen mit Kräutern und Gräsern.
Ihr Verbreitungsgebiet sind einzelne Regionen im Westen Nordafrikas (C. n. deserti) und Südostrussland, Mittelasien und der Iran (C. n. nana).